# Sky Team (Spiel)
Sky Team ist ein kooperatives Brettspiel für zwei Personen des französischen Spieleautors Luc Rémond. Es erschien 2023 beim Verlag Scorpion Masqué, im deutschsprachigen Raum wird es von Franckh-Kosmos aufgelegt. Das Spiel ist einem Flugsimulator nachempfunden, und die beiden Mitspieler müssen gemeinsam ein Flugzeug fliegen und landen. Durch ein Logbuch können verschiedene Szenarien gespielt werden, die jeweils andere Landesituationen simulieren.
2024 wurde es für den As d’Or Jeu de l’Année nominiert sowie als Spiel des Jahres ausgezeichnet.

## Hintergrund und Ausstattung
Im Spiel simulieren die beiden Spieler gemeinsam die Rollen eines Piloten und eines Co-Piloten im Cockpit eines Verkehrsflugzeugs. Sie gewinnen das Spiel gemeinsam, wenn es ihnen gelingt, das Flugzeug ohne Probleme zu fliegen und zu landen, und sie verlieren, wenn ihnen dies nicht gelingt und sie die Kontrolle verlieren.
Das Spielmaterial besteht neben der Spielanleitung aus einem Spielplan, der die Schalter und Anzeigen des Cockpits zeigt, drei Cockpit-Modulen, einem Fluglageanzeiger, neun sechsseitigen Würfeln, sechs Karten, zwei Sichtschirmen, einer Höhenleiste, 11 Entfernungsleisten, 12 Flugzeugmarkern, 27 weiteren Markern und Plättchen und einem Flug-Logbuch.

## Spielweise

### Spielvorbereitung
Zur Spielvorbereitung wird das Cockpit-Plateau zwischen den beiden Spielern platziert, die nebeneinander sitzen sollten. Der Fluglageanzeiger wird im Cockpit eingesetzt und so ausgerichtet, dass sein weißer Pfeil auf den schwarzen Pfeil in der Mitte der Anzeige zeigt. Die zehn Schalter werden mit grünen Lampen abgedeckt. Der blaue Aerodynamik-Marker wird auf dem Geschwindigkeitsmesser zwischen 4 und 5 und der orange Aerodynamik-Marker zwischen 8 und 9 platziert. Der Bremsmarker kommt auf der Bremsleiste vor die 2.
Die Spieler entscheiden, wer die Rolle des Piloten und wer die des Co-Piloten übernimmt. Der Pilot setzt sich auf die Seite des Cockpits mit den blauen Markerpositionen und erhält vier blaue Würfel, der Co-Pilot vier orangefarbene Würfel. Die Höhenleiste wird oben rechts unter das Cockpit geschoben, bis die Zahl 6000 im Sichtfenster zu sehen ist. Die Entfernungsleiste wird oben links unter das Cockpit geschoben, bis das Wolkensymbol sichtbar ist.

### Spielablauf
Das Spiel wird über sieben Runden gespielt, die über den Höhenmarker angegeben werden und in denen die beiden Spieler jeweils ihre Aktionen durchführen. Zu Beginn jeder Runde dürfen die Spieler miteinander reden und ihre Strategie diskutieren, sie dürfen jedoch keine konkreten Würfel(werte) erwähnen. Danach werfen beide Spieler jeweils ihre vier Würfel und platzieren sie für den Mitspieler unsichtbar hinter ihrem Sichtschirm, ab diesem Punkt darf im Cockpit nicht mehr geredet werden. Haben die Spieler ein Neuwurfplättchen, das sie über ihren Höhenanzeiger bekommen können, dürfen sie dieses ausgeben und beide jeweils beliebige noch nicht platzierte Würfel erneut werfen.
Immer abwechselnd platzieren die Spieler jeweils einen Würfel auf einem freien Feld der eigenen Farbe im Cockpit, beginnend mit dem Spieler, dessen Farbe beim aktuellen Stand des Höhenmarkers angezeigt wird. Platziert werden dürfen nur Würfel der passenden Farbe und der vorgegebenen Augenzahlen; auf den Konzentrationsfeldern können Würfel beliebiger Farbe und Augenzahl platziert werden. Die folgenden Möglichkeiten bestehen:
| Benennung                   | Aktion |
| --------------------------- | --- |
| Ruder (Pflichtfeld)         | Auf das Ruder legen beide Spieler je einen Würfel. Sobald der zweite Würfel abgelegt wird, werden die Werte verglichen und die Fluglage wird entsprechend der Differenz abgeglichen in Richtung des höheren Würfels. Sobald die Fluglage ein rotes X erreicht, gerät das Flugzeug ins Trudeln, die Spieler haben verloren. |
| Triebwerke (Pflichtfeld)    | Auf die Triebwerke legen beide Spieler je einen Würfel. Sobald der zweite Würfel abgelegt wird, werden die Werte addiert und mit der Position der Aerodynamik-Marker verglichen. Ist die Summe niedriger als der untere Marker, wird die Entfernungsleiste nicht bewegt und liegt sie zwischen den Markern, wird sie um ein Feld nach unten geschoben, sodass sich das Flugzeug dem Ziel nähert. Überschreitet die Summe den oberen Marker, wird die Leiste um zwei Felder nach unten geschoben. Auf der Entfernungsleiste können sich Flugzeugmarker befinden. Sind diese auf der aktuellen Position, passiert nichts; wird diese Position nach unten verschoben, kommt es zur Kollision und die Spieler haben das Spiel verloren. Sie verlieren auch, wenn sie bei der Landung zu schnell sind und das Zielfeld nach unten schieben müssen. |
| Funk                        | Der Pilot kann einmal und der Co-Pilot zweimal mit dem Tower kommunizieren. Sie platzieren auf den entsprechenden Feldern jeweils einen Würfel und zählen auf der Entfernungsleiste entsprechend den Augen so viele Felder von unten nach oben. Auf dem entsprechenden Feld wird dann ein Flugzeug entfernt, wenn eines vorhanden ist. |
| Fahrwerk (nur Pilot)        | Der Pilot kann jeweils einen Würfel auf eines der drei Felder des Fahrwerks platzieren, um es auszufahren. Dies kann in beliebiger Reihenfolge geschehen, die Vorgaben der Felder müssen allerdings erfüllt werden. Sobald ein Würfel im Fahrwerk platziert wird, wird der darunter liegende Schalter verschoben und ein grünes Licht erscheint. Zugleich wird der blaue, untere Aerodynamik-Marker um ein Feld nach rechts geschoben und reduziert die Geschwindigkeit. Um das Spiel zu gewinnen, müssen alle drei Fahrwerksteile ausgefahren sein. |
| Landeklappen (nur Co-Pilot) | Der Co-Pilot kann jeweils einen Würfel auf eines der vier Felder für die Landeklappen platzieren, um sie zu aktivieren; er muss sie dabei von oben nach unten aktivieren, die Vorgaben der Felder müssen erfüllt werden. Sobald ein Würfel auf die Landeklappen platziert wird, wird der darunter liegende Schalter verschoben und ein grünes Licht erscheint. Zugleich wird der orange, obere Aerodynamik-Marker um ein Feld nach rechts geschoben. Um das Spiel zu gewinnen, müssen alle vier Landeklappen aktiv sein. |
| Konzentration               | Beide Spieler können einen beliebigen Würfel auf eines der Konzentrationsfelder setzen, um Kaffee zu kochen; passiert das, wird eine der drei Kaffeetassen aus dem Markervorrat auf dem entsprechenden Feld platziert. Beide Spieler können jederzeit eine der Kaffeetassen nehmen, um den Wert ihres Würfels vor dem Platzieren um jeweils 1 zu erhöhen oder verringern. |
| Bremsen (nur Pilot)         | Der Pilot kann jeweils einen Würfel auf eines der drei Felder für die Bremsen platzieren, um sie zu aktivieren; er muss sie dabei von links nach rechts aktivieren, die Vorgaben der Felder müssen erfüllt werden. Wird eine Bremse aktiviert, wird der Bremsmarker um ein Feld nach rechts verschoben. In der letzten Runde muss die Geschwindigkeit kleiner sein als die Stärke der Bremsen, um das Spiel zu gewinnen. |

Die Runde endet, nachdem beide Spieler jeweils ihre vier Würfel platziert haben. Da sich das Flugzeug im Sinkflug befindet, wird danach die Höhenleiste um ein Feld nach unten bewegt, womit das Flugzeug um 1000 Fuß sinkt. Die Spieler bekommen alle im Cockpit platzierten Würfel zurück für die folgende Runde. Befindet sich zu Rundenanfang das Flughafenbild auf der aktuellen Position, das Flugzeugbild allerdings nicht auf der aktuellen Höhe, sind die Spieler zu früh angekommen und müssen Warterunden fliegen, bei denen die Geschwindigkeit reduziert werden muss. Befindet sich zu Rundenanfang das Flugzeugbild auf der aktuellen Höhe, das Flughafenbild jedoch nicht auf der aktuellen Position, setzen die Spieler zu früh auf, müssen notlanden und verlieren das Spiel.

### Spielende und Siegpunkte
Die letzte reguläre Runde beginnt, wenn das Flughafenbild auf der aktuellen Position und das Flugzeugbild auf der aktuellen Höhe stehen. Um zu landen und zum Stehen zu kommen, müssen in dieser Runde die Bremsen stärker sein als die Geschwindigkeit. Nach dem Setzen des zweiten Triebwerkswürfels wird die Geschwindigkeit entsprechend mit der Position des Bremsmarkers verglichen.
Die Spieler haben das Spiel gewonnen, wenn
- sich kein Flugzeug auf der Entfernungsleiste befindet,
- alle Fahrwerksteile und Landeklappen ausgefahren sind und grünes Licht zeigen,
- das Flugzeug genau waagerecht ausgerichtet ist,
- die Geschwindigkeit kleiner ist als die Stärke der Bremsen.

Verloren haben die Spieler, wenn das Flugzeug durch die Ausrichtung ins Trudeln gekommen ist, es eine Kollision mit einem anderen Flugzeug auf der Strecke kommt, die Spieler zu früh aufsetzen und notlanden müssen oder wenn die Geschwindigkeit am Ende höher ist als die Bremskraft des Flugzeugs.

## Ausgaben und Rezeption
Das Spiel wurde von Luc Rémond entwickelt und erschien 2023 beim französischen Spieleverlag Scorpion Masqué auf Französisch, Englisch, Spanisch und Italienisch sowie in Zusammenarbeit mit weiteren Verlagen auf Deutsch, Russisch, Ukrainisch, Chinesisch, Japanisch, Polnisch, Ungarisch, Griechisch, Niederländisch und Tschechisch. Die deutschsprachige Version wird seit 2024 von Kosmos vertrieben.
Es wurde im Juni 2024 neben den Spielen Captain Flip und Auf den Wegen von Darwin für das Spiel des Jahres nominiert und konnte sich gegen diese durchsetzen; die Jury schrieb dazu: „Sky Team überzeugt spielerisch, atmosphärisch und thematisch auf ganzer Linie. Die kurzen Partien sind im Erfolgsfall hoch belohnend und kitzeln bei einer missglückten Landung, es sofort erneut zu versuchen. Mit jedem neuen Versuch pendeln sich beide Rollen besser aufeinander ein, lernen gemeinsam, wie die Kommunikation ohne Worte gelingt und meistern so auch die schwierigeren Module.“
Der Spielekritiker Harald Schrapers vergab 5 von 6 Punkten an das Spiel und fragt sich, ob Sky Team durch das kooperative Zusammenspiel der „perfekte Nachfolger“ für Dorfromantik: Das Brettspiel oder „eher ein Kontrapunkt“ sei. In seinem Blog urteilt er, dass das Spiel durch seine unterschiedlichen Flughäfen „unterschiedliche Herausforderungen“ mitbringt, die ein „abwechslungsreiches Paket“ bilden. Er schließt: „Das macht Spaß – auch denjenigen, die sich für das Fliegen eigentlich gar nicht interessieren oder versuchen, es zu vermeiden. Das ist das Schöne am Spielen: Hier können wir tun, was wir in der Realität lassen.“
Auch Udo Bartsch äußert sich positiv und bewertet das Spiel als „außerordentlich“. Ihm „gefällt so ziemlich alles“: „Die Art des Zusammenspielens und Kommunizierens ist originell und sehr interessant, im Erfolgsfall belohnend und von Anfang bis Ende spannend, weil man nie genau weiß, welche Möglichkeiten das Gegenüber hat. Nach und nach pendeln wir uns besser aufeinander ein, wir lernen gemeinsam, wie wir gut kooperieren und wie wir das Spiel besser beherrschen.“ Das Spiel habe zudem „einen knackigen Schwierigkeitsgrad“ und „was Thema, Mechanik, Herausforderung, Originalität und Spannung angeht, ist es [für ihn] ein überragendes Spiel“.
Johanna France und Stephan Kessler beschreiben das Spiel in der spielbox im Dialogstil und geben ihm 8 und 9 von möglichen 10 Punkten. Nach ihnen gilt ihr Respekt der Autorenleistung, einen so anspruchsvollen Vorgang wie eine Landung mechanisch stark zu vereinfachen und gleichzeitig erkennen zu lassen, dass alle Aspekte wie Geschwindigkeit, Bremsen, Ausrichtung wirklich von Belang sind.
2024 erschien eine Erweiterung zum Spiel, die neue Mechanismen wie Nebel, Turbulenzen und technische Defekte einführt.

## Belege
1. 1 2 3 4 5 6 7 8 9  
Offizielle Spielregeln für Sky Team, Kosmos Spiele 2023.
2. ↑  
Versionen von Sky Team in der Datenbank BoardGameGeek; abgerufen am 21. Juli 2024.
3. ↑  Sky Team auf der Website des Spiel des Jahres e.V.; abgerufen am 13. Juli 2024.
4. ↑  Harald Schrapers: Sky Team, Rezension im Blog Games we Play; abgerufen am 21. Juli 2024.
5. ↑  Udo Bartsch: Sky Team, Rezension im Blog Rezensionen für Millionen, 15. April 2024; abgerufen am 21. Juli 2024.
6. ↑  Johann France, Stephan Kessler: (Hohe) Punktlandung. In: spielbox 2/2024, S. 14–16.
7. ↑  Brettspiel-News.de - Zum Spiel des Jahres 2024 nominiertes Spiel „Sky Team” erhält eine Erweiterung. Abgerufen am 20. November 2024.
8. ↑  Sky Team Turbulence. In: Le Scorpion Masqué. 2024, abgerufen am 20. November 2024 (englisch).